# ستژگووو
ستژگووو (به لهستانی:  Strzegowo) یک روستا در لهستان است که در گمینا ستژگووو واقع شده‌است. ستژگووو ۸٬۰۰۰ نفر جمعیت دارد.